# 伊師浜海岸
伊師浜海岸（いしはまかいがん）は、茨城県日立市（旧十王町）にある海岸。伊師浜海水浴場。伊師浜国民休養地。

## 概要
環境省による快水浴場百選のほか、日本の水浴場88選、日本の白砂青松百選に選ばれている。
海岸近くには鵜の岬温泉があり、日帰り温泉施設「鵜来来の湯十王」、国民宿舎「鵜の岬」がある。
コアジサシやハマチドリの営巣地、アオウミガメの産卵地となっている。国の天然記念物のイブキ樹叢（いぶき山イブキ樹叢）がある。
鵜飼いのためのウミウの捕獲が日本で唯一許可されている鵜の岬がある（鵜は保護鳥。1947年一般保護鳥に指定）。岐阜県の長良川など、全国の鵜匠・鵜飼いに海鵜（ウミウ）を供給している。

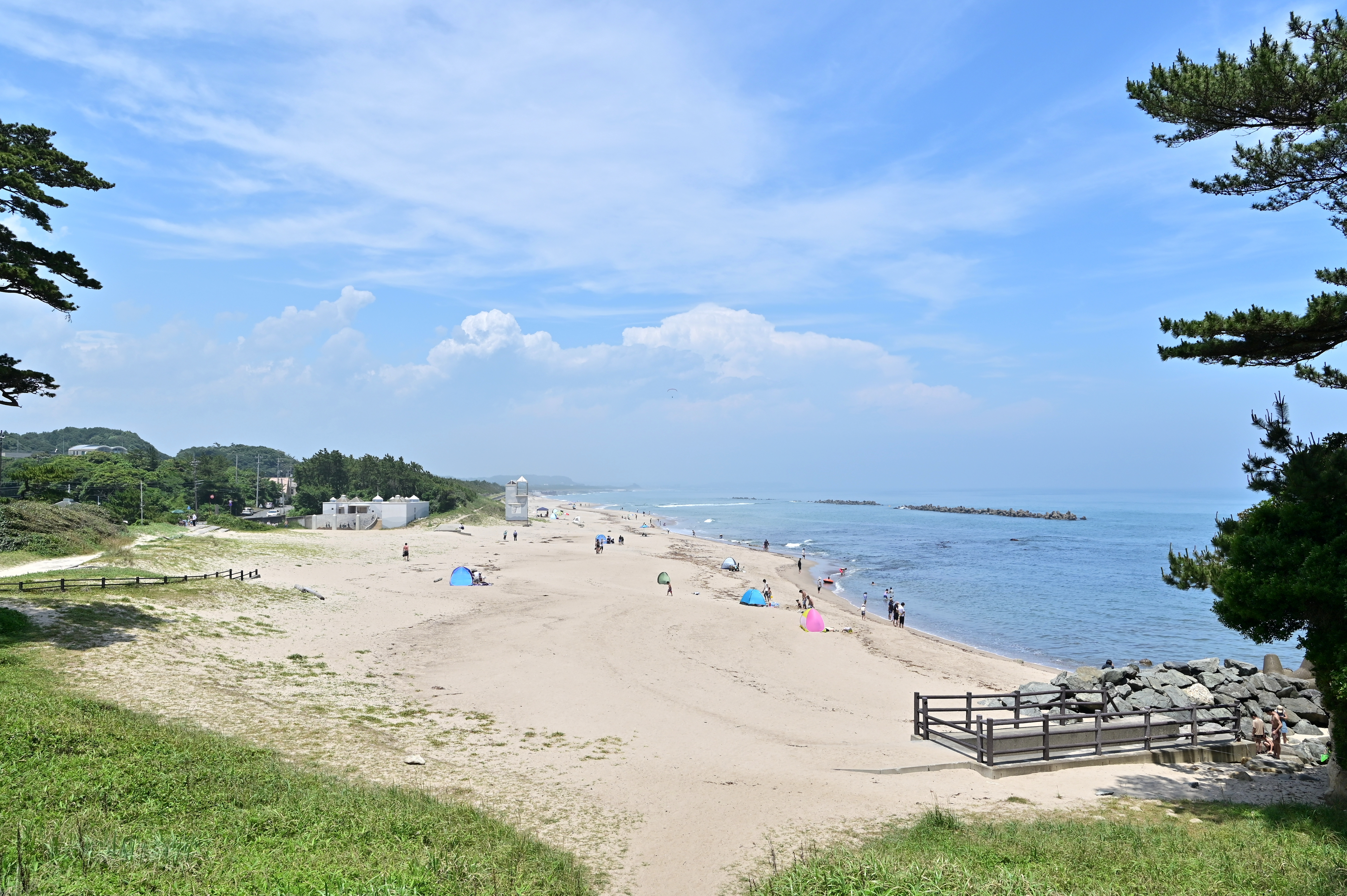
伊師浜海水浴場
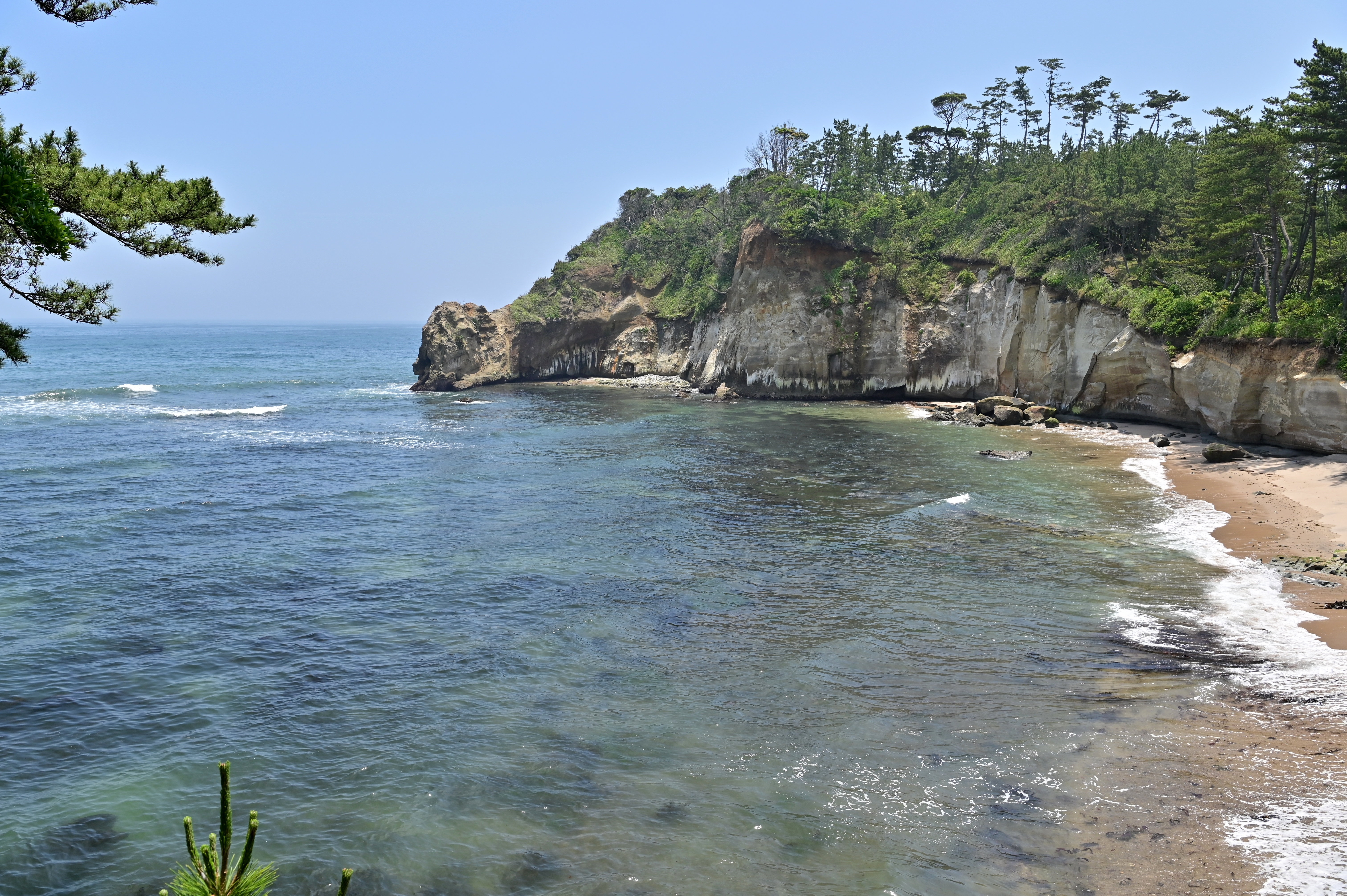
鵜の岬の一景。碁石ヶ浦と岬。

## 歴史
江戸時代の水戸藩郡奉行、雨宮端亭(あめのみや たんてい)が記した紀行文 ｢美ち艸(みちくさ)｣（寛政年間）の中に伊師浜での鵜捕りの様子があり、当時は鵜を食糧としたほか捕獲した鵜を用いて「徒歩鵜漁(かちうりょう)」を行っていたことが記されている。歴史としてはさらに古い。
全国の鵜飼地への供給が行われるようになったのは、交通網が発達した大正時代以降である。
1950年（昭和25年）頃まで、日立市内を流れる十王川で徒歩鵜漁が行われていたが長期間途絶えてた。
- 1993年　十王町海鵜捕獲及び伝統技術保存助成金交付要綱を制定

- 1996年　毎夏、「十王まつり」での徒歩鵜漁の実演開始

- 2004年2月　ウミウ捕獲場再築及び捕獲技術保存協議会を設立[2]

## 鵜捕り
ウミウ捕獲は、この伊師浜海岸の断崖約 15ｍの高さに設けられた「鳥屋（とや）」と呼ばれる、丸太とコモで作られた小屋の中で行われる。
鵜捕りのシーズンは春季（4月-6月、繁殖のため千島列島・北海道へ北上するものを捕獲する）と秋季（10月-12月、越冬のため九州・本州へ南下するものを捕獲する）。
繁殖や越冬でウミウが北と南を行き来する時期、伊師浜海岸はその通り道にあたり、さらに海に突き出した断崖絶壁は海鵜の絶好の休憩場所であるため、鵜を捕獲する環境に適している。 鵜を捕獲する際には、羽を傷つけないよう「かぎ棒」という篠竹にU字型の針金をつけたものを使い、鵜の足に引っかけて捕獲する。
若くて元気があり、ある程度の大きさのあるものだけを捕獲し、獣医師によるワクチン接種と検査が行われ、10日以上の経過観察を経て各地へ発送する。

## ウミウ捕獲場
全国唯一のウミウ捕獲・供給地である。
捕獲期以外(7月から9月まで、1月から3月まで)には、捕獲場を一般公開している。入場料は無料。
ウミウ捕獲者が案内人となり、直接ウミウの生態や捕獲方法について話を聞くことができる。
また、伊師浜国民休養地の中に飼育及び観覧施設「鵜のパラダイス観覧飼育舎」があり、ウミウを間近で観察することができる。

## 交通
- 国道6号
- 常磐自動車道日立北インターチェンジより車で8分
- 東日本旅客鉄道常磐線十王駅より車・タクシーで5分

## 外部サイト
- 伊師浜海水浴場
- ウミウ捕獲場の一般公開について（日立市）